# Saint-Priest-la-Prugne
Saint-Priest-la-Prugne é uma comuna francesa na região administrativa de Auvérnia-Ródano-Alpes, no departamento de Loire. Estende-se por uma área de 36,68 km². Em 2010 a comuna tinha 438 habitantes (densidade: 11,9 hab./km²).